# 昆阳路
昆阳路是中華人民共和國上海市閔行區的一條南北走向的道路，道路得名於雲南省昆陽縣。其北至元江路，南至黃浦江，修建於1958年。最初道路北端位於北松公路，後道路延長至元江路。2004年，昆陽路進行大修。

## 交汇道路（北向南）
- 元江路、青年路接昆阳北路
- 骏麟路
- 北松公路（ 320国道）
- 陪昆东路（ 申嘉湖高速)
- 银春路、紫旭路
- 银林路
- 剑川路（ 323省道）
- 江城路
- 东川路
- 高田路
- 江川路
- 闵浦三桥接浦卫公路